# Chips Moman
Chips Moman, pseudonimo di Lincoln Wayne Moman (LaGrange, 12 giugno 1937 – LaGrange, 13 giugno 2016), è stato un chitarrista, produttore discografico e paroliere statunitense.
Come produttore discografico è conosciuto per aver lavorato negli anni sessanta con Elvis Presley, Bobby Womack, Carla Thomas, Merrilee Rush e Box Tops. Tra gli album prodotti si cita From Elvis in Memphis, album di Elvis Presley del 1969.
Come paroliere ha invece contribuito a diverse canzoni pop di artisti quali Aretha Franklin, James Carr, Waylon Jennings e B. J. Thomas. È stato inoltre chitarrista durante alcune sessioni di registrazione di Aretha Franklin ed altri.
Dopo essersi trasferito a Memphis in giovane età, Moman lavorò come artista di strada. Stabilitosi poi a Los Angeles, suonò in alcune sessioni di registrazione ai celebri Gold Star Studios. Tornato a Memphis, fondò una piccola etichetta discografica (che verrà poi inglobata nella Stax Records) pubblicando il primo successo, la canzone Gee Whiz di Carla Thomas. Moman produsse inoltre il primo singolo del gruppo Triumphs, tra i cui membri si ricorda il futuro batterista di Al Green, Howard Grimes. Il singolo, Burnt Biscuits, fu prodotto per la Volt, etichetta controllata dalla Stax.
Nel 1964 lasciò l'etichetta per delle incomprensioni con il fondatore, Jim Stewart, mentre cominciò a diventare operativo negli studi di sua proprietà, gli American Sound Studios. Assieme ai chitarristi Reggie Young e Bobby Womack, al bassista Tommy Cogbill, al pianista e organista Bobby Emmons e al batterista Gene Chrisman registrò la musica di diversi artisti, tra cui Box Tops, Womack, Merrilee Rush, Mark Lindsay (Paul Revere & the Raiders), Sandy Posey, Joe Tex, Wilson Pickett ed Herbie Mann.
Nello stesso periodo Moman scrisse assieme all'amico produttore e paroliere Dan Penn la canzone Do Right Woman-Do Right Man di Aretha Franklin, e un altro brano, The Dark End of the Street, interpretato poi da James Carr.
Nel 1973 Chips Moman si trasferisce in uno studio ad Atlanta e successivamente a Nashville, luogo in cui produsse la hit del 1975 di B.J. Thomas, (Hey Won't You Play) Another Somebody Done Somebody Wrong Song. Altre collaborazioni del periodo degne di nota sono quelle con Waylon Jennings, Willie Nelson, Gary Stewart e Ronnie Milsap.
Negli anni ottanta tornò per un breve periodo a Memphis dove tentò, senza successo, di fondare un nuovo studio di registrazione. Nell'ultima parte della sua vita visse a West Point, in Georgia, gestendo un altro studio di registrazione.

## Curiosità
- Nonostante la canzone del 1969 di Dusty Springfield Dusty in Memphis fosse stata registrata agli American Sound Studios, Moman non si occupò della produzione dell'album, che fu invece prodotto da Tom Dowd, Jerry Wexler e Arif Mardin.